# Organica dell'Aeronautica Militare
L'organica dell'Aeronautica Militare italiana ha subìto, negli ultimi anni, profonde modifiche al fine di adattare lo strumento militare alle nuove esigenze che gli scenari internazionali richiedono a una forza aerea moderna ed efficace. La "modulazione" della forza armata segue le linee dettate dalle leggi che regolano il cosiddetto "modello professionale", la sua evoluzione quindi, è in continua metamorfosi, per raggiungere gli obiettivi posti dai vertici politici.

## Struttura organizzativa
La struttura organizzativa dell'Aeronautica Militare è costituita da: 
- Stato maggiore
  -  Capo di stato maggiore dell'Aeronautica Militare
  -  Stato maggiore dell'Aeronautica Militare

- Comandi di vertice (cosiddetti "alti comandi"):
  -  Comando della squadra aerea
  -  Comando logistico dell'Aeronautica Militare
  -  Comando 1ª regione aerea
  -  Comando delle scuole Aeronautica Militare - 3ª Regione aerea

Secondo la riconfigurazione del 2005 questi comandi aggiungono in maniera autonoma, a quelle sopra citate, la funzione "territoriale". Essi hanno diretta dipendenza dal capo di Stato maggiore.
La struttura gerarchica generale dei reparti di volo è così suddivisa:
 squadra aerea: ingloba tutti i reparti di volo dell'Aeronautica Militare Italiana al comando di un generale di squadra aerea;
 divisione aerea: al comando di un generale di divisione aerea;
 brigata aerea: due o più stormi, o più gruppi, al comando di un generale di brigata aerea;
stormo: reparto autonomo, al comando di un colonnello pilota; 
gruppo: reparto costituito da apparecchi dello stesso tipo, al comando di un maggiore pilota o di un tenente colonnello pilota; 
squadriglia: reparto costituito da due o tre sezioni, al comando di un capitano pilota;
sezione: al comando di un tenente pilota o sottotenente pilota;
L'unità operativa organicamente più grande dell'aviazione è lo stormo, in altri termini, lo stormo è un'unità aerea di un'aeronautica militare basata su un aeroporto e, di conseguenza, è la suddivisione principale dell'organizzazione operativa periferica di tale forza armata, che articolata in gruppi di volo, comprende in sé tutte le unità logistiche di supporto necessarie per le operazioni di una base aerea. Lo stormo è comandato da un colonnello pilota.

### Comando della squadra aerea
Il Comando della squadra aerea (CSA) è stato costituito il 1º marzo 1999 inizialmente con sede all'aeroporto "Francesco Baracca" di Roma-Centocelle, salvo poi trasferirsi l'11 aprile 2014 nell'attuale sede di Roma nel Palazzo dell'Aeronautica, sede dello Stato maggiore dell'Aeronautica Militare.
L'ente, con al vertice un generale di squadra aerea, è a capo delle unità operative periferiche dell'Aeronautica Militare quali le brigate aeree, gli stormi, i gruppi radar, le unità missilistiche e gli altri comandi distribuiti sul territorio. È responsabile dell'organizzazione e coordinamento tra questi affinché si acquisiscano e mantengano i livelli di capacità e prontezza operativa, unità con sufficienti autonomie logistiche, necessarie al conseguimento degli obiettivi definiti dalla forza armata. Il comando è responsabile inoltre dell'impiego operativo dei reparti attraverso il Comando operazioni aeree (COA) che è parte del sistema di comando e controllo interforze in ambito nazionale ed internazionale.
Il CSA ha alle proprie dipendenze i seguenti reparti:
- Comando operazioni aerospaziali (C.O.A.) - Poggio Renatico
- Comando delle forze da combattimento (C.F.C.) - Milano
- Comando delle forze di supporto e speciali (C.F.S.S.) - Roma
- 9ª Brigata Aerea Intelligence, Surveillance, Target Acquisition and Reconnaissance - Electronic Warfare (I.S.T.A.R.-E.W.) - Pratica di Mare

#### Comando Operazioni Aerospaziali
Il Comando operazioni aerospaziali (C.O.A.) ha sede a Poggio Renatico (FE) e ha alle proprie dipendenze i seguenti reparti:
- Brigata Controllo Aerospazio - Poggio Renatico
- Reparto Difesa Aerea Missilistica Integrata (Re.D.A.M.I.)- Poggio Renatico
- Reparto supporto e servizi generali (R.S.S.G.) - Poggio Renatico
- Reparto mobile comando e controllo (R.M.C.C.) - Bari
- Servizio di coordinamento e controllo dell'AM (S.C.C.AM) - Ciampino
  - S.C.C.AM - Abano Terme
  - S.C.C.AM – Milano Linate
  - S.C.C.AM - Brindisi
- Rappresentanza dell'Aeronautica Militare Italiana  (R.A.M.I.) presso il Comando della difesa aerea e delle operazioni aeree francese (C.D.A.O.A.) Parigi

#### Comando delle forze da combattimento
Il Comando delle forze da combattimento (C.F.C.) ha sede a Milano. Ha alle proprie dipendenze i seguenti reparti:
- 313º Gruppo addestramento acrobatico - Pattuglia Acrobatica Nazionale (Rivolto)
- 4º Stormo (Grosseto)
  -  9º Gruppo — Eurofighter Typhoon
  -  20º Gruppo - Unità di Conversione Operativa — Eurofighter Typhoon
  - 404º Gruppo Servizi Tecnici Operativi
  - 504º Gruppo Servizi Logistici Operativi
  - 604ª Squadriglia Collegamenti
  - Gruppo Protezione delle Forze
  - 904º Gruppo Efficienza Aeromobili
- 6º Stormo (Ghedi)
  -  102º Gruppo - Unità di Conversione Operativa — F-35A Lightning II
  -  154º Gruppo — Tornado IDS e F-35A Lightning II
  -  155º Gruppo Electronic Warfare Tactical Suppression — Tornado ECR
  - 406º Gruppo Servizi Tecnici Operativi
  - 506º Gruppo Servizi Logistici Operativi
  - 606ª Squadriglia Collegamenti
  - Gruppo Protezione delle Forze
  - Gruppo Efficienza Aeromobili
- 32º Stormo (Amendola)
  -  13º Gruppo — F-35A Lightning II
  -  28º Gruppo Aeromobili a Pilotaggio Remoto — MQ-9A Predator B
  -  101º Gruppo — F-35B Lightning II
  - 432º Gruppo Servizi Tecnici Operativi
  - 532º Gruppo Servizi Logistici Operativi
  - 632ª Squadriglia Collegamenti
  - Gruppo Protezione delle Forze
  - Gruppo Efficienza Aeromobili
- 36º Stormo (Gioia del Colle)
  -  10º Gruppo — Eurofighter Typhoon
  -  12º Gruppo — Eurofighter Typhoon
  - 436º Gruppo Servizi Tecnici Operativi
  - 536º Gruppo Servizi Logistici Operativi
  - 636ª Squadriglia Collegamenti
  - Gruppo Protezione delle Forze
  - Gruppo Efficienza Aeromobili
- 37º Stormo (Trapani)
  -  18º Gruppo — Eurofighter Typhoon
  - 437º Gruppo Servizi Tecnici Operativi
  - 537º Gruppo Servizi Logistici Operativi
  - Gruppo Protezione delle Forze
  - Gruppo Mobile Supporto Aeromobili
  - Servizio Tecnico Rinforzato
  - Distaccamento Aeroportuale Lampedusa
  - Distaccamento Aeroportuale Pantelleria
- 51º Stormo (Istrana)
  -  132º Gruppo — Eurofighter Typhoon
  - 451º Gruppo Servizi Tecnici Operativi
  - 551º Gruppo Servizi Logistici Operativi
  - 651ª Squadriglia Collegamenti
  - Gruppo Protezione delle Forze
  - Gruppo Efficienza Aeromobili

#### Comando delle forze di supporto e speciali
Il Comando delle forze di supporto e speciali (CFSS), costituito il 22 settembre 2014, ha sede presso l'aeroporto "Francesco Baracca" di Roma - Centocelle ed è comandato da un generale di divisione aerea. Ha alle proprie dipendenze i seguenti reparti:
- 14º Stormo
- 31º Stormo
- 1ª Brigata aerea "operazioni speciali" (1ª B.A.O.S.) - Furbara (RM)
  -  9º Stormo
  -  15º Stormo
  -  16º Stormo
  - 17º Stormo Incursori
- 46ª Brigata Aerea - Pisa
  - 2º Gruppo
  - 50º Gruppo
  - 98º Gruppo
- RAMI Geilenkirchen Rappresentanza dell’Aeronautica Militare presso la Base Nato di Geilenkirchen
- Comando aeroporto di Sigonella
- Comando aeroporto Capodichino

#### 9ª Brigata aerea ISTAR-EW
La 9ª Brigata aerea Intelligence, Surveillance, Target Acquisition and Reconnaissance - Electronic Warfare (ISTAR-EW) istituita il 1º dicembre 2013, ha sede all'aeroporto di Pratica di Mare. Ha alle proprie dipendenze i 5 seguenti reparti di supporto tecnico-operativo ed addestrativo:
- Centro nazionale meteorologia e climatologia A.M. (C.N.M.C.A.) - Pratica di Mare
- Centro informazioni geotopografiche aeronautiche (C.I.G.A.) - Pratica di Mare
- Reparto addestramento controllo spazio aereo (R.A.C.S.A.) - Pratica di Mare
- Reparto supporto tecnico operativo guerra elettronica (Re.S.T.O.G.E.) - Pratica di Mare
- Comando aeroporto di Pratica di Mare.

### Comando Logistico

Comando Logistico

Il comando logistico (COMLOG), a cui è assegnata la funzione logistica, ha sede a Roma, presso palazzo Aeronautica, è retto da un generale di squadra aerea posto alle dirette dipendenze del capo di stato maggiore dell'Aeronautica.
Il comando logistico è organizzato secondo la seguente struttura:
Dal comandante logistico dipendono, come organizzazioni a livello "divisionale":
- Divisione Aerea di Sperimentazione Aeronautica e Spaziale - Pratica Di Mare
- 2ª divisione - supporto tecnico operativo aeromobili armamento ed avionica
- 3ª divisione - supporto tecnico operativo sistemi comando e controllo telecomunicazioni e telematica
- servizio dei supporti
- servizio infrastrutture
- servizio di commissariato e amministrazione
- servizio sanitario Aeronautica Militare

Sono posti alle dirette dipendenze del capo di stato maggiore del comando logistico, a livello di "stormo", il reparto mobile di supporto di Villafranca di Verona.

#### Divisione Aerea di Sperimentazione Aeronautica e Spaziale

Un Panavia Tornado IDS del Reparto sperimentale di volo nel 1990

- Reparto sperimentale di volo
  - 311º Gruppo volo
  -  Gruppo sistemi spaziali
  -  Gruppo tecnico
  -  Gruppo gestione software
- Reparto Tecnologie e Materiali Aeronautici e Spaziali (RTMAS)
- Reparto Medicina Aeronautica e Spaziale (RMAS)
- Reparto Operazioni
- Reparto Servizi Tecnico-Operativi
- Reparto Servizi Logistico-Operativi
- Poligono sperimentale e di addestramento interforze di Salto di Quirra
  - 672ª squadriglia collegamenti

#### 2ª divisione - supporto tecnico operativo aeromobili armamento ed avionica
- 1º reparto supporto aeromobili
  - 1º servizio tecnico distaccato
- 2º servizio tecnico distaccato
- 3º servizio tecnico distaccato
- 4º servizio tecnico distaccato
- 5º servizio tecnico distaccato
- 6º servizio tecnico distaccato
- 7º servizio tecnico distaccato
- 8º servizio tecnico distaccato
- 9º servizio tecnico distaccato
- 10º servizio tecnico distaccato
- 11º servizio tecnico distaccato
- 12º servizio tecnico distaccato
- 13º servizio tecnico distaccato
- 2º reparto supporto sistemi avionica armamento
- 1º reparto manutenzione velivoli
  - 1º deposito centrale
  -  2º deposito centrale
- 3º reparto manutenzione velivoli
- 10º reparto manutenzione velivoli
- 11º reparto manutenzione velivoli

6º reparto manutenzione elicotteri
- 2º reparto manutenzione missili
  - Deposito centrale sistemi missilistici
- 2º gruppo manutenzione velivoli
- 5º gruppo manutenzione velivoli
- 10º gruppo manutenzione elicotteri
- 11º deposito centrale
- 111º deposito sussidiario
- 112º deposito sussidiario
- 114º deposito sussidiario
- 115º deposito sussidiario
- 116º deposito sussidiario
- Comando aeroporto (Cameri)
  - Teleposto Aeronautica militare TLC (Monte Rubello-Vicenza)
  - Teleposto Aeronautica militare meteo (Plateau Rosa-Aosta)
  - Teleposto Aeronautica militare TLC/meteo (Stazione meteorologica di Torino-Bric della Croce-Torino)
  - Teleposto Aeronautica militare meteo (Mondovì-Cuneo)
- Distaccamento aeroportuale (Brindisi)
- Rappresentanza Aeronautica militare italiana (Warton, Regno Unito)
- Rappresentanza Aeronautica militare italiana (Madrid, Spagna)
- Rappresentanza Aeronautica Militare Italiana (Hallbergmoos, Germania)
- Rappresentanza Aeronautica militare italiana (Brasilia, Brasile)
- Rappresentanza Aeronautica militare italiana (Marietta, Stati Uniti d'America)
- Rappresentanza Aeronautica militare italiana (Utah, Stati Uniti d'America)
- Rappresentanza Aeronautica militare italiana (Kansas, Stati Uniti d'America)

#### 3ª divisione - supporto tecnico operativo sistemi comando e controllo telecomunicazioni e telematica
La 3ª divisione del comando logistico dell'Aeronautica militare provvede ad assicurare il supporto tecnico-logistico-operativo nell'esercizio e manutenzione dei sistemi elettronici inerenti alla difesa aerea, l'assistenza al volo, le telecomunicazioni e la meteorologia.
Cura inoltre direttamente l'addestramento del personale tecnico di forza armata, con l'obiettivo di mantenere, nel tempo, un'elevata operatività nel campo dei sistemi automatizzati. Concorre inoltre nella definizione degli aspetti riguardanti la linea manutentiva dell'Aeronautica militare nei settori di competenza, provvedendo inoltre all'emanazione di direttive o normative tecnico-operative relative all'esercizio e alla manutenzione dei sistemi di cui detiene la supervisione.
Provvede, ancora, alla definizione degli obiettivi da conseguire per i reparti dipendenti, provvedendo ad emanare delle linee guida sia per l'effettuazione degli interventi manutentivi e di revisione da effettuarsi sui singoli sistemi e apparati in uso, sia per l'immagazzinamento, la conservazione, la distribuzione, la dismissione e l'alienazione dei materiali di competenza.
Promuove l'attività di studio, di sviluppo e sperimentazione dei programmi sia a livello nazionale sia internazionale.
Attualmente la 3ª divisione, oltre agli uffici che compongono l'organo di staff, è così articolata:
- 1º reparto sistemi DA/AV/TLC (Roma)
- 2º reparto sistemi automatizzati (Roma)
- 4ª Brigata telecomunicazioni e difesa aerea (Borgo Piave)
- Reparto gestione ed innovazione sistemi di comando e controllo (Re.G.I.S.C.C.) presso l'aeroporto militare "M. De Bernardi" (Pratica di Mare)
- Reparto sistemi informatici automatizzati ReSIA (Roma)
- Centro nazionale supervisione reti (Monte Cavo)
- 1º reparto tecnico comunicazioni (Milano)
- 2º reparto tecnico comunicazioni (Bari)

L'attuale comandante della 3ª divisione è il generale ispettore GARN Antonio Tangorra, il quale ha assunto il comando alla fine del 2011, subentrando al generale di divisione aerea Valter Mauloni, destinato ad altro incarico.

#### Servizio dei supporti
- 1º reparto supporto operativo
- 2º reparto servizio chimico fisico
- Centro tecnico rifornimenti
- 2º gruppo manutenzione autoveicoli (Forlì)
- 3º gruppo manutenzione autoveicoli (Bari Mungivacca)
- Comando 14° deposito centrale (Modena)
- Comando rete POL (Parma)
- 1º gruppo ricezione e smistamento (Cameri)
- 64º deposito territoriale (Porto Santo Stefano)
- 65º deposito territoriale (Taranto)
- 1º laboratorio tecnico AM di controllo (Padova)
- 2º laboratorio tecnico AM di controllo (Fiumicino)
- 3º laboratorio tecnico AM di controllo (Bari Mungivacca)
- 4º laboratorio tecnico AM di controllo (Parma)
- 5º laboratorio tecnico AM di controllo
- 6º laboratorio tecnico AM di controllo
- Gruppo manutenzione materiale fotografico
- Rappresentanza Aeronautica militare italiana (Stafford, Regno Unito)
- CAOC8 (Torrejón de Ardoz, Madrid, Spagna)

#### Servizio Infrastrutture
- 1º reparto programmi
- 2º reparto lavori
- 1º reparto genio AM
- 2º reparto genio AM
- 3º reparto genio AM

#### Servizio di commissariato e amministrazione
- Reparto commissariato
- Reparto amministrazione
- Magazzino centrale

#### Servizio sanitario Aeronautica militare
Il Corpo sanitario aeronautico supervisiona l'operato delle seguenti istituzioni ed enti:
- 1º ufficio approvvigionamento e amministrazione
- 2º ufficio medicina legale lavoro e sicurezza aeromedica
- 3º ufficio igiene e assistenza sanitaria
- Commissione sanitaria d'appello
- Dipartimento militare di medicina legale (Bari)
- Istituto medico legale (Milano)
  - Infermeria principale (Milano)
- Istituto medico legale (Roma)
  - Infermeria polifunzionale (Pozzuoli)
  -  Infermeria principale (Roma)
  - Infermeria principale (Bari)
- Infermeria principale (Villafranca di Verona)
- Infermeria principale (Pratica di Mare)

#### Altri enti del comando logistico
Comando Aeronautica militare Roma - COMAER (dipendente dal vicecomandante logistico)
- Distaccamento aeronautico (Orvieto)
- Distaccamento aeronautico (Terminillo)
  - Teleposto AM TLC/meteo (Terminillo)
- Distaccamento aeronautico (Fregene)
- Centro radio (Castel di Decima)
- Reparto mobile di supporto (Villafranca) (dipendente dal vicecomandante logistico)

### Comando delle scuole Aeronautica Militare - 3ª Regione aerea
Il Comando delle scuole Aeronautica Militare - 3ª Regione aerea (CSAM/3RA), a cui è assegnata la funzione formativa, e territoriale per le regioni italiane centro-meridionali, ha sede a Bari, è retto da un generale di squadra aerea ed è posto alle dirette dipendenze del capo di stato maggiore dell'Aeronautica Militare.
Il comando scuole è organizzato secondo la seguente struttura:
Dal comandante delle scuole dipendono, come organizzazioni a livello divisionale:
- Istituto di scienze militari aeronautiche
- Accademia Aeronautica

Ne dipendono, inoltre, a livello di stormo:
- 61º Stormo
- 70º Stormo "Giulio Cesare Graziani"
- 72º Stormo Frosinone
- Scuola marescialli dell'Aeronautica Militare
- Scuola specialisti dell'Aeronautica Militare
- Scuola di perfezionamento sottufficiali dell'Aeronautica Militare
- Scuola volontari di truppa dell'Aeronautica Militare
- Centro storiografico e sportivo dell'Aeronautica Militare
- Rappresentanze Aeronautica Militare italiana

Dipende direttamente dal comandante delle scuole, esclusivamente per l'impiego, quale organizzazione interforze a livello di brigata, la scuola di aerocooperazione di Guidonia Montecelio.
Sono poste alle dirette dipendenze del vicecomandante delle scuole, come organizzazioni a livello di stormo, il Centro di selezione AM ed il Centro volo a vela, anch'essi con sede a Guidonia Montecelio.

#### Istituto di scienze militari aeronautiche
- Direzione studi
- Comando corsi
- Reparto servizi tecnici generali
- Scuola militare aeronautica "Giulio Douhet"

#### Accademia aeronautica
- Direzione studi
- Comando corsi
- Reparto servizi tecnici generali

#### Comandi soppressi
Fino al 2007 gli istituti di formazione di Viterbo, Caserta, Taranto e Loreto dipendevano da un comando a livello di divisione, la Divisione formazione sottufficiali e truppa A.M., con sede a Caserta, riconfigurato a livello di brigata col nome di Comando istituti formazione sottufficiali e truppa A.M., per poi transitare alla fine del 2009 alle dirette dipendenze del CSAM/3RA

#### 61º stormo
- 212º gruppo volo
- 213º gruppo volo
- 214º gruppo volo
- 461º gruppo STO
- 561º gruppo SLO
- 961º gruppo efficienza aeromobili
- 661ª squadriglia collegamenti

#### 70º stormo
- 207º Gruppo volo
- Gruppo istruzione professionale
- 970º gruppo efficienza aeromobili
- 470º gruppo STO
- 570º gruppo SLO
- 674ª Squadriglia collegamenti
- Compagnia protezione delle forze

#### 72º Stormo
- 208º gruppo volo
- Gruppo istruzione professionale
- 972º gruppo efficienza aeromobili
- 472º gruppo STO
- 572º gruppo SLO
- 672ª squadriglia collegamenti e soccorso

#### Scuola perfezionamento sottufficiali dell'Aeronautica Militare
- Scuola lingue estere dell'Aeronautica Militare

#### Centro storiografico e sportivo dell'Aeronautica Militare
- Museo storico 
dell'Aeronautica Militare
- Centro sportivo dell'Aeronautica Militare

#### RAMI
- Rappresentanza Aeronautica militare italiana (Sheppard Air Force Base, Stati Uniti d'America)
- Rappresentanza Aeronautica militare italiana (Moose Jaw, Canada)
- Rappresentanza Aeronautica militare italiana (Calamata, Grecia)

#### Altri enti del comando scuole
- Scuola di aerocooperazione (ente interforze dipendente per l'impiego dal comandante delle scuole)
- Centro di selezione Aeronautica Militare (dipendente dal vicecomandante delle scuole)
- Centro volo a vela (dipendente dal vicecomandante delle scuole)

### Enti e reparti soppressi o riconfigurati
Nel tempo, dalla costituzione dell'Aeronautica Militare italiana ad oggi, per far fronte ad esigenze di tipo politico/tecnico/organizzative, vi sono stati provvedimenti di "ristrutturazione" dell'organizzazione, al fine di soddisfare al meglio le esigenze organizzative;  qui di seguito sono elencati gli enti e reparti che sono stati oggetto di provvedimenti di soppressione e/o riconfigurazione:
- 60ª Brigata aerea (soppressa)
- 3º Stormo "Carlo Emanuele Buscaglia" (riconfigurato in Reparto mobile di supporto)
  - 403º Gruppo STO
  - 503º Gruppo SLO
  - 603ª squadriglia collegamento
- 5º Stormo "Giuseppe Cenni" (soppresso)
  - 405º Gruppo STO
  - 505º Gruppo SLO
  - 605ª Squadriglia collegamento
- 8º Stormo "Gino Priolo" (soppresso)
  - 408º Gruppo STO
  - 508º Gruppo SLO
  - 608ª Squadriglia collegamento
- 11º Gruppo radar Aeronautica militare (assorbito nel 1998 dal Comando operativo forze aeree, nel 2006 riconfigurato in Gruppo riporto e controllo difesa aerea)
- 16º Centro radar
- 17º Gruppo radar
- 17º Stormo (Intercettori teleguidati) (soppresso, dal 2008 il nome è stato dato all'ex "reparto incursori Aeronautica militare")
- 30º Stormo "Valerio Scarabellotto" (soppresso)
  - 86º Gruppo (riconfigurato in 86º Centro addestramento equipaggi e posto alle dipendenze del 41º Stormo)
  - 430º Gruppo STO
  - 530º Gruppo SLO
- 53º Stormo "Guglielmo Chiarini" (soppresso)
  - 453º Gruppo STO
  - 553º Gruppo SLO
  - 653ª squadriglia collegamento e soccorso
- 303º Gruppo volo autonomo (soppresso)